# Koldo Sarasúa Gamazo
Koldo Sarasúa Gamazo (Barakaldo, 18 de març de 1972) és un futbolista basc, que ocupa la posició de defensa.

## Trajectòria
Sorgeix del planter de l'Athletic Club. Amb el filial dels de San Mamés hi disputaria més de cent partits a la Segona Divisió, entre 1991 i 1995. Però, no arriba a debutar en lliga amb el primer equip, i marxa a la SD Eibar, on roman dues temporades, la segona com a titular.
L'estiu de 1997 fitxa per la UD Las Palmas, amb qui aconsegueix l'ascens a primera divisió el 2000. En total, hi disputaria cinc temporades al conjunt canari, tres a Segona i dues a la màxima categoria. En elles, alternaria perïodes de titular amb altres de suplència.
La temporada 02/03, després d'una breu estada a l'Elx CF, recala al Reial Oviedo, amb qui juga 25 partits. Al final d'eixa temporada, el club asturià sofreix un descens administratiu, i el defensa marxa a la Cultural Leonesa, de Segona B.
A partir d'aquest moment, la carrera del basc continua en equips de divisions modestes, especialment de les Canàries: Universidad de Las Palmas CF, UD Lanzarote i Castillo CF.